# Саєнко Дмитро Іванович
Дмитро Іванович Саєнко (3 червня 1922, село Ілек-Кошари Грайворонського повіту Курської губернії, тепер Ракитянського району Бєлгородської області, Російська Федерація — 6 серпня 2000, смт Червоний Донець, тепер Донець Балаклійського району Харківської області) — український радянський діяч, новатор виробництва, буровий майстер Шебелинської контори буріння Харківської області. Депутат Верховної Ради УРСР 5–6-го скликань. Герой Соціалістичної Праці (19.03.1959).

## Біографія
Народився у селянській родині. Трудову діяльність розпочав у 1937 році в колгоспі «Знамя труда». У 1939 році працював на будівництві других залізничних шляхів станції Основа-Льгов.
З листопада 1939 року — підсобний робітник, газорізальник, слюсар будівельної контори № 2 тресту «Азнафтомонтажбуд» міста Баку Азербайджанської РСР.
З 1942 по листопад 1946 року — у Червоній армії, учасник німецько-радянської війни. Служив на Закавказькому фронті.
З листопада 1946 року — верховий, помічник бурильника, бурильник контори буріння тресту «Азізбековнафта» Азербайджанської РСР. Потім був скерований до Монгольської Народної Республіки (МНР), де три роки, до 1951, працював бурильником.
У 1951—1952 роках — бурильник Шебелинської контори буріння села Шебелинки Балаклійського району Харківської області.
З 1952 року — буровий майстер Шебелинської контори буріння Балаклійського району Харківської області. Використовуючи передові методи праці, щорічно збільшував видобуток газу. Був ініціатором турбінного способу буріння. Очолював на Шебелинці соціалістичне змагання за найбільшу прохідку в рік і високі швидкості безаварійного буріння. Бригаді Дмитра Саєнка у 1958 році належав рекорд швидкості прохідки — 1623 метри за верстатомісяць. У 1959 році бригаді Саєнка було присвоєно звання бригади комуністичної праці.
Член КПРС з 1958 року.
У 1964 році закінчив Дрогобицький нафтовий технікум Львівської області.
Потім — на пенсії в смт Червоний Донець (Донець) Балаклійського району Харківської області.

## Нагороди
- Герой Соціалістичної Праці (19.03.1959)
- орден Леніна (19.03.1959)
- орден Жовтневої Революції (30.03.1971)
- медалі
- заслужений робітник промисловості Української РСР